# Воронь
Воронь (бел. Ворань) — деревня в Лепельском районе Витебской области Белоруссии, в Стайском сельсовете. Население — 79 человек (2019).

## География
Деревня находится в 13 км к северу от Лепеля на автодороге Лепель — Ушачи. Воронь стоит на западном берегу одноимённого озера.

## История
В XIX веке в деревне существовала дворянская усадьба. Усадебный дом не сохранился, от бывшей усадьбы остались только амбар и конюшня. В 1885 году была построена каменная православная церковь св. Николая, которая была разрушена в годы Великой Отечественной войны. После войны в деревне жил полный кавалер ордена Славы Ф. П. Занько.